# Waldeifel
Als Waldeifel oder Kyllburger Waldeifel wird ein Landschaftsteil der Südeifel entlang des mittleren und unteren Kylltals und dessen unmittelbare Umgebung bezeichnet. Die Höhenlagen variieren zwischen 300 und 500 Metern. Im Westen grenzt die Waldeifel an das Bitburger Gutland.  
Dort, wo die Kyll von der Schnee-Eifel kommend, sich tiefer in das Rumpfhochland der Eifel einschneidet und die Ausläufer der Hohen und der Vulkaneifel sich nach Süden hin absenken, prägen ausgedehnte, immer wieder durch kleinräumige Acker- und Wiesenflächen unterbrochene Wälder diese Eifellandschaft. 
Von Norden nach Süden fließt die Kyll in zahlreichen Mäandern durch das Urgebirge, um nördlich von Trier in die Mosel zu münden. Im geographischen Mittelpunkt liegt die schon im Jahre 800 erstmals erwähnte Stadt Kyllburg. Sie war Verwaltungssitz der 1970 gebildeten Verbandsgemeinde Kyllburg, die zum 1. Juli 2014 in die Verbandsgemeinde Bitburger Land aufging, und gilt gleichzeitig als kleinste Stadt in Rheinland-Pfalz.
Das Gebiet gilt insbesondere in den Sommer- und Herbstmonaten als Ferienregion für Wanderer und Radfahrer.

## Naturräumliche Gliederung
Im Handbuch der naturräumlichen Gliederung Deutschlands bildet die Kyllburger Waldeifel die Haupteinheit 277 und gehört zur Haupteinheitengruppe 27 Osteifel. Sie ist wie folgt weiter untergliedert:
- 277 Kyllburger Waldeifel
  - 277.0 Neidenbacher Sandsteinplateau
  - 277.1 Mittleres Kylltal
  - 277.2 Kyllburger Waldrücken
    - 277.20 Prümscheid
    - 277.21 Wittlicher Wald

  - 277.3 Salmer Hügelland